# Hugo Eywo
Hugo Eywo (né Hugo Ritter von Eywo le 13 février 1877 à Vienne en Autriche-Hongrie et mort en 1953 à Wartberg an der Krems en Autriche) fut un cycliste artistique, acteur, réalisateur et directeur de la photographie autrichien.

## Filmographie

### Directeur de la photographie

#### Cinéma
- 1921 : Die Huronen
- 1921 : Sonnige Träume
- 1922 : Eine mystische Straßenreklame
- 1922 : Napoleon in Schönbrunn
- 1923 : Die Goldratten
- 1924 : La Ville sans Juifss

#### Courts-métrages
- 1919 : Das Haupt der Medusa
- 1920 : Die arge Nonne
- 1920 : Töte sie !
- 1920 : Verfehltes Ziel

### Réalisateur

#### Cinéma
- 1921 : Sonnige Träume